# 다이만지산
다이만지산(大満寺山)은 시마네현 오키군 오키노시마정에 위치한 산이다. 이 산은 오키 제도의 최고봉이기도 하며, 해발 고도는 약 607.7m로 되어 있다. 다만 실제로 맑은 날에는 독도를 육안에서 관찰하기가 아주 힘든 산으로 분류된다. 그래서 이 일대가 다이센오키 국립공원으로 지정되어 있다.

## 같이 보기
- 다이센오키 국립공원
- 오키 제도
- 독도
- 성인봉
- 오키노시마정
- 다쿠히산